# Jim Loscutoff
James Loscutoff jr., detto Jim (San Francisco, 4 febbraio 1930 – Naples, 2 dicembre 2015), è stato un cestista statunitense, professionista nella NBA.

## Carriera
Frequentò Grant Tech, un college a Del Paso Heights in California, al posto del quale sarebbe stato fondato American River College, e poi l'Università dell'Oregon.
Alto 1,96 m, è stato selezionato con la terza scelta al primo giro del draft nel 1955. In nove stagioni dal 1955 al 1964, ha giocato da ala nella leggendaria squadra dei Celtics degli anni sessanta vincendo sette titoli. Originariamente era stato scelto dal coach Red Auerbach per aumentare l'intensità difensiva della squadra, che aveva uno dei peggiori record difensivi della lega, sebbene fosse diventato nel 1954-1955 prima nella NBA di segnare in media più di 100 punti per partita.
Fu un giocatore molto fisico, ottimo difensore. Contribuì in modo determinante all'eccellenza della squadra di Boston nella propria metà campo.
È stato soprannominato "Jungle Jim" e "Loscy". I Celtics volevano onorarlo ritirando il suo numero ma lui chiese di renderlo ancora disponibile in modo che altri giocatori dei Celtics potessero indossarlo. Il numero 18 passò successivamente a Dave Cowens e fu ritirato in suo onore. Comunque, Loscutoff ha un banner onorario con scritto LOSCY sul soffitto del TD Garden insieme al resto dei numeri ritirati. 

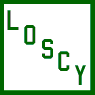
Stendardo col nomignolo di Loscutoff al TD Garden

A fine carriera ha vissuto tra Florida ed Andover, Massachusetts, dove la sua famiglia gestiva un day camp per i bambini.

## Palmarès
- Campionato NBA: 7

Boston Celtics: 1957, 1959, 1960, 1961, 1962, 1963, 1964